# Буртасинське сільське поселення
Бурта́синське сільське поселення (рос. Буртасинское сельское поселение) — муніципальне утворення у складі Вурнарського району Чувашії, Росія. Адміністративний центр — присілок Буртаси.

## Населення
Населення — 1240 осіб (2019, 1469 у 2010, 1701 у 2002).

## Склад
До складу поселення входять такі населені пункти:
| Населений пункт        | Населення, осіб (2002) | Населення, осіб (2010) |
| ---------------------- | ---------------------- | ---------------------- |
| Буртаси, присілок      | 1221                   | 1101                   |
| Волонтер, присілок     | 95                     | 74                     |
| Кіберлі, присілок      | 74                     | 56                     |
| Лісні Шигалі, присілок | 29                     | 17                     |
| Пінер-Айгіші, присілок | 44                     | 38                     |
| Чарклі, селище         | 238                    | 183                    |